# (4242) Brecher
(4242) Brecher es un asteroide perteneciente al cinturón de asteroides, descubierto el 28 de marzo de 1981 por el equipo del Observatorio del Harvard College desde la Estación George R. Agassiz, Estados Unidos.

## Designación y nombre
Designado provisionalmente como 1981 FQ. Fue nombrado Brecher en honor a la pareja estadounidense formada por la física Aviva Brecher y el astrónomo Kenneth Brecher.